# Schwimmeuropameisterschaften 1981
Die 15. Schwimmeuropameisterschaften fanden vom 5. bis 12. September 1981 in Split (Jugoslawien) statt und wurden von der Ligue Européenne de Natation (LEN) veranstaltet.
Die Schwimmeuropameisterschaften 1981 beinhalteten Wettbewerbe im Schwimmen, Kunst- und Turmspringen, Synchronschwimmen sowie das Wasserballturnier der Männer.

## Beckenschwimmen

### Ergebnisse Männer
| Wettbewerb                 | Gold                                    | Gold     | Silber                         | Silber   | Bronze                                   | Bronze   |
| -------------------------- | --------------------------------------- | -------- | ------------------------------ | -------- | ---------------------------------------- | -------- |
| 100 m Freistil             | Per Johansson Schweden                  | 50.55    | Jörg Woithe DDR                | 50.81    | Serhij Krassjuk Sowjetunion              | 50.91    |
| 200 m Freistil             | Sergey Kopliakov Sowjetunion            | 1:51.23  | Michael Söderlund Schweden     | 1:51.62  | Thomas Lejdström Schweden                | 1:52.35  |
| 400 m Freistil             | Borut Petrič Jugoslawien                | 3:51.63  | Wladimir Salnikow Sowjetunion  | 3:51.77  | Darjan Petrič Jugoslawien                | 3:53.71  |
| 1500 m Freistil            | Wladimir Salnikow Sowjetunion           | 15:09.17 | Borut Petrič Jugoslawien       | 15:17.31 | Rafael Escalas Spanien                   | 15:17.93 |
| 100 m Rücken               | Sándor Wladár Ungarn                    | 56.72    | Wladimir Schemetow Sowjetunion | 56.75    | Wiktor Kusnezow Sowjetunion              | 56.90    |
| 200 m Rücken               | Sándor Wladár Ungarn                    | 2:00.80  | Wladimir Schemetow Sowjetunion | 2:01.32  | Frédéric Delcourt Frankreich             | 2:03.35  |
| 100 m Brust                | Juri Kis Sowjetunion                    | 1:03.44  | Arsens Miskarovs Sowjetunion   | 1:03.63  | Gerald Mörken Bundesrepublik Deutschland | 1:03.85  |
| 200 m Brust                | Robertas Žulpa Sowjetunion              | 2:16.15  | Arsens Miskarovs Sowjetunion   | 2:18.08  | Adrian Moorhouse Großbritannien          | 2:18.14  |
| 100 m Schmetterling        | Alexei Markowski Sowjetunion            | 54.39    | Pär Arvidsson Schweden         | 54.60    | Vadim Dombrovskiy Sowjetunion            | 55.00    |
| 200 m Schmetterling        | Michael Groß Bundesrepublik Deutschland | 1:59.19  | Philip Hubble Großbritannien   | 2:00.21  | Serhij Fessenko Sowjetunion              | 2:00.48  |
| 200 m Lagen                | Olexandr Sidorenko Sowjetunion          | 2:03.41  | Giovanni Franceschi Italien    | 2:04.97  | Josef Hladký Tschechoslowakei            | 2:06.15  |
| 400 m Lagen                | Serhij Fessenko Sowjetunion             | 4:22.77  | Leszek Górski Polen            | 4:23.62  | Giovanni Franceschi Italien              | 4:24.82  |
| 4 × 100 m Freistil Staffel | Sowjetunion                             | 3:21.48  | Schweden                       | 3:22.48  | BR Deutschland                           | 3:22.67  |
| 4 × 200 m Freistil Staffel | Sowjetunion                             | 7:24.41  | BR Deutschland                 | 7:25.22  | Schweden                                 | 7:27.78  |
| 4 × 100 m Lagen Staffel    | Sowjetunion                             | 3:44.23  | Schweden                       | 3:45.01  | Deutsche Demokratische Republik          | 3:45.66  |

### Ergebnisse Frauen
| Wettbewerb                 | Gold                            | Gold    | Silber                        | Silber  | Bronze                                 | Bronze  |
| -------------------------- | ------------------------------- | ------- | ----------------------------- | ------- | -------------------------------------- | ------- |
| 100 m Freistil             | Caren Metschuck DDR             | 55.74   | Birgit Meineke DDR            | 56.06   | Conny van Bentum Niederlande           | 56.73   |
| 200 m Freistil             | Carmela Schmidt DDR             | 2:00.27 | Birgit Meineke DDR            | 2:00.57 | Conny van Bentum Niederlande           | 2:01.15 |
| 400 m Freistil             | Ines Diers DDR                  | 4:08.58 | Carmela Schmidt DDR           | 4:08.71 | Jackie Willmott Großbritannien         | 4:15.23 |
| 800 m Freistil             | Carmela Schmidt DDR             | 8:32.79 | Ines Diers DDR                | 8:32.89 | Jackie Willmott Großbritannien         | 8:37.22 |
| 100 m Rücken               | Ina Kleber DDR                  | 1:02.81 | Cornelia Polit DDR            | 1:03.12 | Carmen Bunaciu Rumänien                | 1:03.34 |
| 200 m Rücken               | Cornelia Polit DDR              | 2:12.55 | Jolanda de Rover Niederlande  | 2:15.22 | Larisa Gorchakova Sowjetunion          | 2:16.10 |
| 100 m Brust                | Ute Geweniger DDR               | 1:08.60 | Suki Brownsdon Großbritannien | 1:11.05 | Larisa Belokon Sowjetunion             | 1:11.17 |
| 200 m Brust                | Ute Geweniger DDR               | 2:32.41 | Larisa Belokon Sowjetunion    | 2:33.07 | Grażyna Dziedzic Polen                 | 2:35.35 |
| 100 m Schmetterling        | Ute Geweniger DDR               | 1:00.40 | Ines Geißler DDR              | 1:00.97 | Karin Seick Bundesrepublik Deutschland | 1:01.37 |
| 200 m Schmetterling        | Ines Geißler DDR                | 2:08.50 | Heike Dähne DDR               | 2:09.59 | Agnieszka Czopek Polen                 | 2:13.57 |
| 200 m Lagen                | Ute Geweniger DDR               | 2:12.64 | Petra Schneider DDR           | 2:13.49 | Olga Klewakina Sowjetunion             | 2:19.10 |
| 400 m Lagen                | Petra Schneider DDR             | 4:39.30 | Ute Geweniger DDR             | 4:45.43 | Agnieszka Czopek Polen                 | 4:50.75 |
| 4 × 100 m Freistil Staffel | Deutsche Demokratische Republik | 3:44.37 | BR Deutschland                | 3:47.42 | Niederlande                            | 3:49.65 |
| 4 × 100 m Lagen Staffel    | Deutsche Demokratische Republik | 4:09.72 | Sowjetunion                   | 4:13.23 | BR Deutschland                         | 4:13.42 |

## Kunst- und Turmspringen

### Ergebnisse Männer
| Wettbewerb | Gold                           | Silber                       | Bronze                    |
| ---------- | ------------------------------ | ---------------------------- | ------------------------- |
| 3 m        | Alexander Portnow Sowjetunion  | Sergey Kuzmin Sowjetunion    | Niki Stajković Österreich |
| 10 m       | Dawit Hambarzumjan Sowjetunion | Wladimir Alejnik Sowjetunion | Dieter Waskow DDR         |

### Ergebnisse Frauen
| Wettbewerb | Gold                            | Silber                        | Bronze                     |
| ---------- | ------------------------------- | ----------------------------- | -------------------------- |
| 3 m        | Schanna Zyrulnykowa Sowjetunion | Martina Jäschke DDR           | Irina Kalinina Sowjetunion |
| 10 m       | Katarina Zipperling DDR         | Tatyana Belyakova Sowjetunion | Martina Jäschke DDR        |

## Synchronschwimmen
| Wettbewerb | Gold                                            | Silber                                     | Bronze                                         |
| ---------- | ----------------------------------------------- | ------------------------------------------ | ---------------------------------------------- |
| Einzel     | Carolyn Wilson Großbritannien                   | Alexandra Worisch Österreich               | Marijke Engelen Niederlande                    |
| Duett      | Caroline Holmyard Carolyn Wilson Großbritannien | Catrien Eijken Marijke Engelen Niederlande | Eva-Maria Edinger Alexandra Worisch Österreich |
| Gruppe     | Vereinigtes Königreich                          | Niederlande                                | Schweiz                                        |

## Wasserball

### Ergebnisse Männer
| Wettbewerb | Gold | Silber      | Bronze |
| ---------- | --- | ----------- | ------ |
| Mannschaft | BR DeutschlandRoland Freund Günter Kilian Thomas Loebb Ralf Obschernikat Werner Obschernikat Rainer Osselmann Frank Otto Peter Röhle Jürgen Schröder Hagen Stamm Jürgen Stiefel Michael Wendel Bernd Weyer | Sowjetunion | Ungarn |